# لجنة الموت

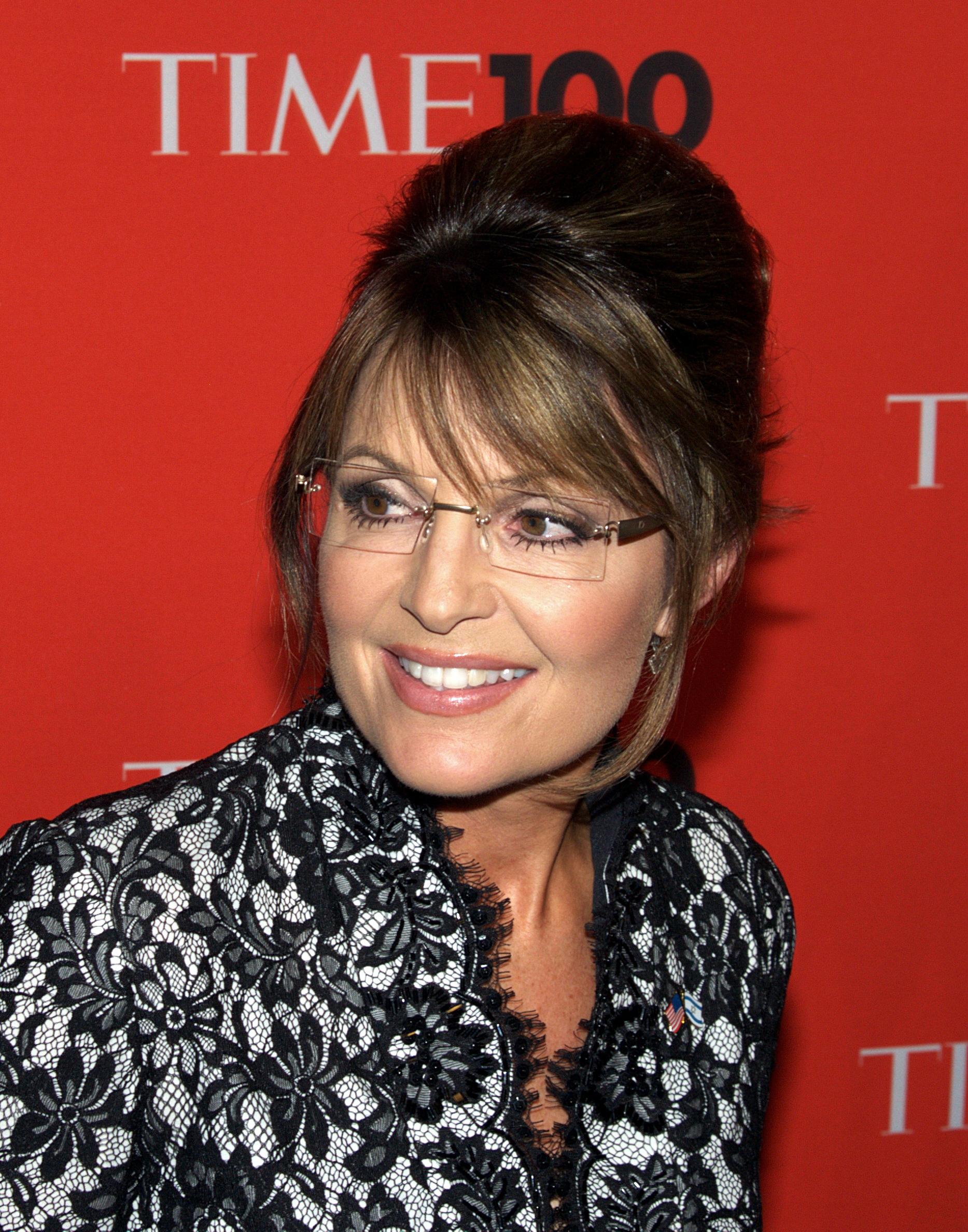

لجنة الموت هي عبارة عن مصطلح سياسي نشأ من جدال نشأ عام 2009 حول تشريعات الرعاية الصحية الفيدرالية لتغطية الناس غير المؤمّن عليهم في الولايات المتحدة. صاغت سارة بالين هذا المصطلح وهي حاكمة جمهورية سابقة لألاسكا، عندما اتهمت التشريع المقترح بأنه سيخلق «لجنة موت» من البيروقراطيين الذين يقررون ما إذا كان الأمريكيون؛ مثل والديها المسنين، أو الأطفال المصابون بمتلازمة داون، يستحقون العناية الطبية. أُشير إلى مطالبة بالين باسم «أسطورة لجنة الموت»، فلا يجب أن يوجد تشريع مقترح من حقه أن يحكم على الناس ما إذا كانوا يستحقون الرعاية الصحية أم لا.
أشار المتحدث الرسمي باسم بالين إلى القسم 1233 من مشروع القانون إتش آر 3200 والذي كان ينص على أن الأطباء يجب أن يتقاضوا أجرًا مقابل تقديمهم استشارات تطوعية لمرضى الرعاية الطبية حول الإرادة الحياتية والتوجيهات المسبقة وخيارات الرعاية في نهاية العمر. كُذبت مزاعم بالين وانتُقدت من قبل الصحافة، ومدققي الحقائق، والأكاديميين، والأطباء، والديمقراطيين، وبعض الجمهوريين. أيّد بعض الجمهوريين البارزين بيان بالين.
أظهر أحد الاستطلاعات المنشورة أن نحو 85% من المجيبين على الاستطلاع على دراية بالتهمة ونحو 30% من بين الذين كانوا على دراية بها، اعتقدوا أنها صحيحة. نظرًا للقلق العام، أُزيل النص الخاص بالدفع للأطباء مقابل تقديم المشورة الطوعية من مشروع قانون مجلس الشيوخ ولم يُدرج في القانون الذي سُن لاحقًا، وهو قانون الرعاية الصحية الأمريكية 2010. في بيان صدر عام 2011، أعربت الجمعية الأمريكية لعلم الأورام السريري عن أسفها لتسييس القضية، وقالت إنه ينبغي إعادة النظر في الاقتراح.
أطلق على لجنة الموت 2009 «كذبة العام» من قبل موقع بوليتيفاك دوت كوم، وإحدى الكذبات الضخمة من قبل موقع فاكتتشيك دوت أورغ، وأشنع مصطلح جديد من قبل جمعية اللهجة الأمريكية.

## خلفية
في 16 يوليو 2009، قالت محافظ وملازم نيويورك السابق، بيتسي مكوهي، وهي معارضة منذ فترة طويلة لتشريعات الرعاية الصحية الفيدرالية، إن القسم 1233 من مشروع القانون إتش آر 3200 اعتداء آثم على كبار السن لأنه يؤكد على أن مرضى الرعاية الطبية عليهم عقد جلسات استشارية كل خمس سنوات لإخبارهم كيف يعجلون بإنهاء حياتهم. وكرر مضيفو إذاعة حديث المحافظين راش ليمبو، وشان هانيتي ولورا انغرام مطالبة مكوهي. أجابت مجموعة ال (إيه إيه آر بي)، وهي مجموعة ضغط غير ربحية تعمل لصالح المتقاعدين، لم تكن الجلسات مصممة بأي شكل من الأشكال لتشجيع القتل الرحيم، بل إنها تساعد كبار السن على اتخاذ قرارات أفضل وستعمل على ضمان تحقيق هذه الرغبات. قال موقع بوليفاكت إن الاقتراح يوفر تغطية الرعاية الطبية لجلسات المشورة الاختيارية للمرضى الذين يرغبون في معرفة المزيد عن التخطيط لنهاية الحياة.
في 24 يوليو 2009، نُشرت افتتاحية لماكوهي في نيويورك بوست. أكدت مكوهي في هذه المقالة، التي تحمل عنوان «الأطباء الفتاكين»، زورًا أن المستشار الرئاسي إيزكيل إيمانويل يعتقد أنه لا يجب على المعاقين أن يحصلوا على رعاية طبية، مقتبسة حديثه خارج سياقه. في 27 يوليو قُرأت مقتطفات من افتتاحية ماكوهي، بموافقة من النائبة ميشيل باكمان (ر-م ن) على أرضية مجلس النواب الأمريكي. في غضون أيام، النائب جون بينر(ر-و إتش)، ثم زعيم الأقلية في مجلس النواب والنائب ثاديوس ماكوتر(ر-م آي)، رئيس لجنة السياسة الجمهورية، رددوا الادعاءات بأن القسم 1233 سيشجع القتل الرحيم والذي ترعاه الحكومة.
واتهمت النائبة فرجينيا فوكس (ر-ن سي) أن الاقتراح سيضع كبار السن في موقع يقتلون فيه من قبل حكومتهم. في 30 يوليو أعلن رئيس مجلس النواب السابق نيوت غينغريتش أن مشروع قانون مجلس النواب منحاز للقتل الرحيم. أبلغت واشنطن بوست في 1 أغسطس 2009 أن الادعاء كان ينتشر عبر «قوائم البريد الإلكتروني الدينية» ومدونات الإنترنت. في أوائل أغسطس، عقد أعضاء الكونغرس اجتماعات في مجلس المدينة اتسمت بالعداء؛ صراخ ومشاجرات جسدية متفرقة ومقارنة للإصلاحات المقترحة مع ألمانيا النازية.

## بيان بالين الأولي
سارة بالين، التي لم تكن تحظى بالشهرة بعد إعلان استقالتها من منصب حاكم ولاية ألاسكا 3 يوليو 2009، كانت أول من استخدم مصطلح «لجنة الموت» في 7 أغسطس 2009. في أول مذكرة لها على الفيس بوك قالت:
الرعاية الصحية الحكومية لن تخفض التكلفة؛ ببساطة سيرفضون دفعها. ومن هم أكثر المتضررين عندما سيقننون العناية؟ بالطبع إنهم المرضى والمسنين والمعاقين. أمريكا التي أعرفها وأحبها ليست تلك التي سيتعين فيها على والدي أو طفلي المصاب بمتلازمة داون الوقوف أمام لجنة موت من صنع أوباما حتى يقرر بيروقراطيوه إن كانوا يستحقون الرعاية الصحية، اعتمادًا على تقدير شخصي منهم لمستوى إنتاجيتهم في المجتمع. إن نظامًا كهذا هو الشر المطلق.
على الرغم من أن منشور بالين لم يحدد أي قسم من التشريع هو باعتقادها من كلف «لجان الموت»، أشار المتحدث باسم بالين إلى أنه القسم 1233 من مشروع القانون إتش آر 3200.
تابعت بالين في مذكرة أخرى على فيس بوك بتاريخ 12 أغسطس موضحة حجتها من خلال مناقشة القسم 1233. ومع ذلك، لم ينص القسم 1233 ولا أي بند آخر في أي مشروع قانون للرعاية الصحية على نظام يحدد ما إذا كان الأفراد يستحقون الرعاية الصحية. ومع ذلك في غضون أسبوع، أصبح 30% من الذين شملهم الاستطلاع في الولايات المتحدة يصدقون تهمة بالين «لجنة الموت».

## السياسة المقترحة
بقي التشريع الذي ينص على تقديم المشورة للمرضى بشأن التوجيهات المسبقة، والوصايا الحياتية، ورعاية نهاية الحياة مدرجًا في الكتب لسنوات، ومع ذلك، لم تنص القوانين على تعويض الأطباء عند تقديمهم مثل هذه المشورات خلال الاختبارات البدنية الروتينية للمسنين. يشترط قانون تقرير المصير للمرضى (1991) على مقدمي الرعاية الصحية، بما في ذلك المستشفيات، ودور العجزة، ودور رعاية المسنين، تقديم معلومات حول التوجيهات المسبقة للمرضى المقبولين لديهم. بدأ قانون الأدوية والتحسين والتحديث بتقديم تعويضات لمناقشات الرعاية في نهاية العمر مع مرضى مصابين بأمراض عضال في عام 2003.
اقترح النائب إيرل بلوميناور مشروع قانون ينص على تعويض كل خمس سنوات لمناقشات الزيارات المكتبية مع مرضى الرعاية الطبية بشأن التوجيهات المسبقة، والوصايا الحياتية، وغيرها من قضايا الرعاية في نهاية الحياة، وذلك في أبريل 2009، مع رعاة الجمهوريين تشارلز بستاني، وجراح القلب والأوعية الدموية باتريك تيبيري، وجيف ديفيس.
كان من المفترض أن تكون الاستشارة طوعية ويمكن تعويضها في كثير من الأحيان في حالة حدوث مرض خطير. شُجع هذا التشريع من قبل غوندرسن لوثران، وتحالف غير منظم من مستشفيات أخرى في لاكروس، كان لويسكونسن تجارب إيجابية مع الاستخدام الواسع النطاق للتوجيهات المسبقة. قُدّم مشروع قانون بلوميناور المستقل وإدراجه في مشروع قانون إصلاح الرعاية الصحية الضخم إتش أر 3200 القسم 1233 بعد فترة وجيزة.
من بين مؤيدي المادة 1233 الخاصة بتقديم المشورة كانت الجمعية الطبية الأمريكية، وإيه إيه آر بي، الهيئة الوطنية لرعاية المسنين والعناية التلطيفية، واتحاد المستهلكين؛ عارضت اللجنة الوطنية للحق في الحياة «البند كما هو مكتوب». أُزيل من إصدار مجلس الشيوخ لمشروع القانون بسبب جدل حول لجنة الموت، ولم يُدرج في مشروع القانون التوافقي والنهائي الذي أصبح قانونًا في مارس 2010، والمعروف باسم قانون الرعاية الصحية الأمريكي.
في أواخر ديسمبر 2010، أُبلغ عن اعتماد نظام جديد للرعاية الطبية من شأنه أن يدفع تكاليف استشارات نهاية العمر أثناء الاختبارات البدنية السنوية. كانت اللائحة سارية المفعول في 1 يناير 2011، ولكنها حُذفت في 4 يناير لأسباب سياسية.

## رد الفعل
أنتجت أسطورة «لوحة الموت» رد فعل واسع النطاق بين وسائل الإعلام والأطباء والسياسيين.

### في الإعلام
قالت مجلة ذي إيكونوميست إن العبارة استخدمت كـ«ادعاء شائن» لمواجهة السياسيين في اجتماعات مجلس المدينة خلال عطلة الكونغرس في أغسطس 2009. قالت صحيفة نيويورك تايمز إن هذا المصطلح أصبح شعارًا أساسيًا بين العديد من المحافظين الذين يعارضون إدارة أوباما لإصلاحات الرعاية الصحية. قال جون ميتشام، محرر سابق في نيوزويك، إنها «كذبة خُلقت لإثارة المعارضة لتدفع الرئيس للإصلاح».
قال محلل فوكس نيوز خوان وليامز «بالطبع ليس هناك شيء يُدعى لجنة موت». ذكرت صحيفة كريستشن ساينس مونيتور أن بعض الجمهوريين استخدموا المصطلح كنقطة انطلاق لمناقشة التقنين الحكومي لخدمات الرعاية الصحية، بينما أطلقت بعض الجماعات الليبرالية المصطلح على شركات التأمين الصحي الخاصة. وصف الصحفي بول والدمان من ذي أميريكان بروسبكيت تهمة لجنة الموت بأنها كذبة ناتجة عن السياسية، افتراء في السياسة كانت لها آثار حتمية عليها، وهو نوع من الأكاذيب التي لا تُدان في وسائل الإعلام مثل الأكاذيب الشخصية.
لاحظت صحيفة ديلي تلغراف أن بعض منتقدي الإصلاح في الولايات المتحدة استخدموا معهد المملكة المتحدة الوطني للصحة والتميز السريري (نيس) كمثال على القيام بنوع من تقنين الأدوية الذي يماثل لجنة الموت. تقوم نيس، كواحدة من وظائفها، بتحليل فعالية التكلفة لتحديد ما إذا كان ينبغي توفير علاجات وعقاقير جديدة لأولئك المشمولين بخدمات الصحة الوطنية البريطانية. كتبت صحيفة صنداي تايمز أن استخدام سارة بالين لمصطلح «لوحات الموت» كان إشارة إلى نيس.